# Actinotus laxus
Actinotus laxus là một loài thực vật có hoa trong họ Hoa tán. Loài này được Keighery mô tả khoa học đầu tiên năm 1999.